# Neumühle (Weiherhammer)
Neumühle ist ein Ortsteil der Gemeinde Weiherhammer im Oberpfälzer Landkreis Neustadt an der Waldnaab (Bayern).

## Geografische Lage
Neumühle liegt ungefähr 6 Kilometer westlich von Weiherhammer an der Staatsstraße 2166 am Röthenbach, der etwa 10 Kilometer weiter östlich bei Weiherhammer in die Haidenaab mündet.

## Geschichte
Um 1500 wurde durch ein Hochwasser die schon 1344 erwähnte Mühle Pachstall weggerissen. An ihrer Stelle wurde die Neumühle erbaut.
Sie gehörte zusammen mit Thannsüß und Schickenhof zum Gericht Kaltenbrunn, das zu Beginn des 15. Jahrhunderts eingerichtet worden war.
Das Gericht unterstand unmittelbar dem Landrichter von Parkstein und hatte 12 Geschworene.
Rechtsbelehrung bekam es zunächst vom Gericht in Kohlberg, später bei der Stadt Weiden.
1588 wurde die Neumühle mit dem zuständigen Müller Georg Pramb aufgeführt.
1759 hatte sie 8 männliche Einwohner und 1792 drei Häuser.
Um 1800 und 1817 wurde die Neumühle mit 4 Häusern und 25 Einwohnern als zu den Kammergütern des Marktes Kaltenbrunn gehörig erwähnt.
Neumühle wurde 1972 als Teil von Dürnast nach Weiherhammer eingegliedert.